# Электронный захват
Электро́нный захва́т, e-захват — один из видов бета-распада атомных ядер. При электронном захвате один из протонов ядра захватывает орбитальный электрон и превращается в нейтрон, испуская электронное нейтрино. Заряд ядра при этом уменьшается на единицу. Массовое число ядра, как и во всех других видах бета-распада, не изменяется. Этот процесс характерен для ядер с избытком протонов. Если энергетическая разница между родительским и дочерним атомом (доступная энергия бета-распада) превышает 1,022 МэВ (удвоенную массу электрона), электронный захват всегда конкурирует с другим типом бета-распада, позитронным распадом. Например, рубидий-83 превращается в криптон-83 только посредством электронного захвата (доступная энергия около 0,9 МэВ), тогда как натрий-22 распадается в неон-22 посредством как электронного захвата, так и позитронного распада (доступная энергия около 2,8 МэВ). Известным и самым часто приводимым примером электронного захвата является превращение калия-40 в аргон с вероятностью этого канала распада около 10 %.
Поскольку число протонов в ядре (то есть заряд ядра) при электронном захвате уменьшается, этот процесс превращает ядро одного химического элемента в ядро другого элемента, расположенного ближе к началу таблицы Менделеева.
Общая схема электронного захвата:
{\displaystyle \mathrm {p} ^{+}+\mathrm {e} ^{-}\rightarrow \mathrm {n} +{\nu }_{e}\,.}
Некоторые примеры электронного захвата:
{\displaystyle \mathrm {{}_{13}^{26}Al} +\mathrm {e} ^{-}\rightarrow \mathrm {{}_{12}^{26}Mg} +{\nu }_{e}\,,}

{\displaystyle \mathrm {{}_{28}^{59}Ni} +\mathrm {e} ^{-}\rightarrow \mathrm {{}_{27}^{59}Co} +{\nu }_{e}\,.}

## Процессы в электронной оболочке

Перегруппировка электронных оболочек атома после электронного захвата. В этом процессе перегруппировки испускается рентгеновские фотоны или оже-электроны

Электрон захватывается ядром с, как правило, ближайших к последнему электронных оболочек (в порядке K, L, M, N, …), причём при прочих равных условиях максимальна вероятность захвата s-электрона. Кроме того, плотность протонов в ядре увеличивается с ростом заряда ядра, поэтому электронный захват более вероятен для тяжёлых ядер. В случае захвата электрона с K-оболочки процесс называется К-захватом, с L-оболочки — L-захватом и т. д.
Атом при электронном захвате с одной из внутренних оболочек переходит в возбуждённое состояние, неся вакансию (или, как говорят, «дырку») в этой оболочке. Это возбуждённое состояние имеет избыточную энергию, снятие возбуждения атомной оболочки происходит путём заполнения вакансии электроном с одной из верхних оболочек, причем образовавшуюся на более высокой оболочке вакансию может заполнить электрон с ещё более высокой оболочки и т. д. Энергия, выделяющаяся при этом, уносится одним или несколькими фотонами рентгеновского излучения и/или одним или несколькими Оже-электронами. Если электронный захват происходит в атоме, находящемся в вакууме или разреженном газе, атом после выброса оже-электронов образует, как правило, многозарядный положительный ион. Вероятность сохранения атомом нейтральности менее одного процента.

## Распределение энергии и импульса между продуктами распада
Электронные нейтрино, образующиеся в e-захвате, имеют моноэнергетический спектр, поскольку кинетическая энергия распада делится между двумя частицами: нейтрино и ядром отдачи. Импульсы этих частиц в системе центра инерции равны (и направлены в противоположные стороны), однако так как дочернее ядро на много порядков массивнее, чем нейтрино, почти вся выделившаяся в распаде энергия уносится нейтрино. Характерная кинетическая энергия ядер отдачи составляет лишь несколько эВ (несколько десятков эВ для лёгких ядер), характерная скорость ядра отдачи — километры в секунду. Часть энергии, выделившейся в электронном захвате, передаётся электронной оболочке (эта энергия равна энергии связи захватываемого электрона) и выделяется в каскадных переходах в оболочке (см. выше).
В редких случаях электронный захват сопровождается возникновением гамма-кванта внутреннего тормозного излучения. При этом энергия и импульс распределяются между тремя частицами, и энергетический спектр нейтрино, тормозного фотона и ядра отдачи становится непрерывным. Этот процесс следует отличать от электронного захвата с заселением одного из возбуждённых уровней дочернего ядра, что во многих случаях даже более вероятно, чем заселение основного уровня (если переход на основной уровень подавлен правилами отбора по спину и чётности).

## Некоторые примеры распадов сe-захватом
Примеры ядер, испытывающих наряду с e-захватом {\displaystyle \beta ^{\operatorname {+} }}-распад
{\displaystyle \mathrm {{}_{13}^{26}Al} +\mathrm {e} ^{-}\rightarrow \mathrm {{}_{12}^{26}Mg} +{\nu }_{e}};
{\displaystyle \mathrm {{}_{28}^{59}Ni} +\mathrm {e} ^{-}\rightarrow \mathrm {{}_{27}^{59}Co} +{\nu }_{e}};
{\displaystyle \mathrm {{}_{\ 7}^{13}N} +\mathrm {e} ^{-}\rightarrow \mathrm {{}_{\ 6}^{13}C} +{\nu }_{e}};
{\displaystyle \mathrm {{}_{\ 9}^{18}F} +\mathrm {e} ^{-}\rightarrow \mathrm {{}_{\ 8}^{18}O} +{\nu }_{e}};
{\displaystyle \mathrm {{}_{\ 49}^{110}In} +\mathrm {e} ^{-}\rightarrow \mathrm {{}_{\ 48}^{110}Cd} +{\nu }_{e}}.
Пример ядра, для которого разрешён только e-захват, в то время как {\displaystyle \beta ^{+}}-распад запрещён законом сохранения энергии
{\displaystyle \mathrm {{}_{\ 82}^{205}Pb} +\mathrm {e} ^{-}\rightarrow \mathrm {{}_{\ 81}^{205}Tl} +{\nu }_{e}}.
Пример ядра, распадающегося по трём различным каналам, {\displaystyle \beta ^{-}\!}-, {\displaystyle \beta ^{+}\!}-распады и e-захват у ядра калия-40
{\displaystyle \mathrm {{}_{19}^{40}K} +\mathrm {e} ^{-}\rightarrow \mathrm {{}_{18}^{40}Ar} +{\nu }_{e}\quad } (вероятность 11 %)
{\displaystyle \mathrm {{}_{19}^{40}K} \rightarrow \mathrm {{}_{20}^{40}Ca} +\mathrm {e} ^{-}+{\overline {{\nu }_{e}}}\quad } (вероятность 89 %)
{\displaystyle \mathrm {{}_{19}^{40}K} \rightarrow \mathrm {{}_{18}^{40}Ar} +\mathrm {e} ^{+}+{\nu }_{e}\quad } (вероятность 0,001 %)
Очень редко наблюдается двойной электронный захват (аналог двойного бета-распада), впервые экспериментально обнаруженный в 2019 году:
{\displaystyle \mathrm {{}_{\ 54}^{124}Xe} +2\mathrm {e} ^{-}\rightarrow \mathrm {{}_{\ 52}^{124}Te} +2{\nu }_{e}.}

## Влияние электронного окружения на вероятностьe-захвата
Радиоактивные ядра, для которых разрешён чистый электронный захват, оказываются стабильными, если они полностью ионизированы (такие ионы называют «голыми»). Такие ядра, сформированные в ходе r-процессов во взрывающейся сверхновой и выброшенные в космос при достаточно высокой температуре окружающей плазмы, могут остаться полностью ионизированными и, таким образом, стабильными по отношению к электронному захвату, пока они не встретятся с электронами в космосе. Аномалии распространённости химических элементов и их изотопов, как предполагается, частично возникли благодаря этому свойству электронного захвата.
Химические связи также могут влиять на вероятность электронного захвата (правда, в малой степени, обычно меньше 1 %) путём изменения электронной плотности вблизи ядра.  Также экспериментально обнаружено, что на вероятность электронного захвата некоторое (очень небольшое) влияние оказывают температура и давление окружающей среды — также посредством изменения электронной плотности в ядре. Измеримое влияние состояния окружающей среды на вероятность распада и, соответственно, на период полураспада отличает электронный захват из других видов радиоактивного распада.